# Melchert Kok
Melchert Kok (Wormerveer, 20 september 1958) is een Nederlands voormalig middellangeafstandsloper. Hij werd eenmaal Nederlands kampioen. 

## Loopbaan
Kok, die lid is van AV Lycurgus in Assendelft (voorheen Krommenie), werd in 1986 Nederlands indoorkampioen op de 1500 m in Zuidlaren. Hij werd tweede op de 1500 m op de NK indoor 1990 in Den Haag en derde op de 1500 m op de NK indoor 1984 in Zuidlaren. 
Kok is looptrainer bij de KNVB waar hij scheidsrechters technisch beter leert lopen en geeft daarnaast clinics bij onder meer Jonger Oranje.

## Nederlandse kampioenschappen
Indoor
| Onderdeel | Jaar |
| --------- | ---- |
| 1500 m    | 1986 |

## Persoonlijke records
Outdoor
| Onderdeel   | Prestatie | Datum             | Plaats        |
| ----------- | --------- | ----------------- | ------------- |
| 400 m       | 52,3 s    |                   |               |
| 800 m       | 1.52,3    |                   |               |
| 1000 m      | 2.24,7    | 25 juli 1984      | Hoorn         |
| 1500 m      | 3.47,6    | 9 september 1980  | Leiden        |
| 1 Eng. mijl | 4.08,6    | 30 juli 1985      | Krommenie     |
| 2000 m      | 5.15,4    | 11 juni 1986      | Heerhugowaard |
| 3000 m      | 8.12,5    | 27 augustus 1985  | Vught         |
| 5000 m      | 14.33,2   | 20 september 1983 | Lisse         |
| 10.000 m    | 31.19,2   | 30 september 1983 |               |
| 5 km        | 14.33     |                   |               |

Indoor
| Onderdeel | Prestatie | Datum | Plaats |
| --------- | --------- | ----- | ------ |
| 1000 m    | 2.26,3    | 1984  |        |
| 1500 m    | 3.47,6    |       |        |

## Palmares

### 1500 m
- 1983: 9e NK - 3.49,87
- 1984:  NK indoor - 3.47,84
- 1985: 5e NK indoor - 3.55,14
- 1985: 4e NK - 3.52,86
- 1986:  NK indoor - 3.49,94
- 1990:  NK indoor - 3.52,04